# Traheile artropodelor
Traheile artropodelor reprezintă un sistem respirator alcătuit din stigme, trahei și traheole. Acest tip de respirație se întâlnește la majoritatea artropodelor (insecte, arahnide, miriapode).
Răspândirea stigmelor printre insecte se deosebește la unele ordine, însă, în general, fiecare segment  al corpului este înzestrat cu o pereche de stigme. Stigmele sunt conectate la un atrium și continuă cu un tub traheal, relativ mare.| Traheile sunt invaginării în exoscheletul cuticular și are un diametru de la câțiva microni până la 0,8 mm. Cele mai mici tuburi, tracheolele, pătrund printre celule și servesc ca rețele de difuzie a apei, oxigenului și dioxidului de carbon. Schimbul de gaze poate fi efectuat prin intermediul unui mecanism activ de ventilație sau pasive de difuzie. Spre deosebire de vertebrate, insectele nu dizolvă oxigen în hemolimfa (sângele) lor, traheile transportă oxigenul direct la organe și țesuturi.  

Un tub traheal poate să conțină inele spiralate, care împiedică închiderea traheilor în timpul mișcării. În cap, torace sau abdomen, traheile pot fi conectate la sacii aerieni. Multe insecte, precum lăcustele și albinele, care pompează în mod activ aer în saci din abdomen, sunt capabile să-și controleze fluxul de aer prin corp. Este interesant că în timpul năpârlirii, traheile sunt eliminate împreună cu restul cuticulei. 

La unele oniscide tuburile de aer (pseudotrahei) transportă aerul în hemolimfă și nu direct la organe, un sistem similar a fost găsit și la unele omizi.